# Amphoe Nopphitam
Amphoe Nopphitam (thailändisch อำเภอ นบพิตำ) ist ein Landkreis (Amphoe – Verwaltungs-Distrikt) im Norden der Provinz Nakhon Si Thammarat. Die Provinz Nakhon Si Thammarat liegt in  Südthailand, etwa 780 Kilometer südlich von Bangkok an der Ostküste der Malaiischen Halbinsel zum Golf von Thailand.

## Geographie
Benachbarte Bezirke (von Nordosten im Uhrzeigersinn): die Amphoe Sichon, Tha Sala, Phrom Khiri und Phipun in der Provinz Nakhon Si Thammarat sowie die Amphoe Ban Na San und Kanchanadit in der  Provinz Surat Thani.
In Nopphitam liegt auch der nördliche Teil des  Nationalparks Khao Luang, der einen großen Teil der Nakhon-Si-Thammarat-Bergkette schützt.

## Geschichte
Nopphitam wurde am 1. April 1995 zunächst als Unterbezirk (King Amphoe) eingerichtet, indem vier Tambon vom Amphoe Tha Sala abgetrennt wurden.
Am 15. Mai 2007 hatte die thailändische Regierung beschlossen, alle 81 King Amphoe in den einfachen Amphoe-Status zu erheben, um die Verwaltung zu vereinheitlichen.
Mit der Veröffentlichung in der Royal Gazette „Issue 124 chapter 46“ vom 24. August 2007 trat dieser Beschluss offiziell in Kraft.

## Verwaltung

### Provinzverwaltung
Amphoe Nopphitam ist in vier Gemeinden (Tambon) eingeteilt, welche wiederum in 35 Dörfer (Muban) unterteilt sind.
| \| Nr. \| Name \| Thai \| Muban \| Einw.[4] \| \| --- \| ----------- \| ------ \| ----- \| -------- \| \| 1. \| Nopphitam \| นบพิตำ \| 9 \| 7.920 \| \| 2. \| Krung Ching \| กรุงชิง \| 9 \| 9.501 \| \| 3. \| Karo \| กะหรอ \| 9 \| 7.368 \| \| 4. \| Na Reng \| นาเหรง \| 8 \| 7.430 \| |             |        |       |       |
| Nr. | Name        | Thai   | Muban | Einw. |
| 1. | Nopphitam   | นบพิตำ  | 9     | 7.920 |
| 2. | Krung Ching | กรุงชิง  | 9     | 9.501 |
| 3. | Karo        | กะหรอ  | 9     | 7.368 |
| 4. | Na Reng     | นาเหรง | 8     | 7.430 |

### Lokalverwaltung
Es gibt eine Kleinstadt (Thesaban Tambon) im Landkreis:
- Na Reng (เทศบาลตำบลนาเหรง) besteht aus dem ganzen Tambon Na Reng.

Außerdem gibt es drei „Tambon-Verwaltungsorganisationen“ (TAO, องค์การบริหารส่วนตำบล) für die Tambon im Landkreis, die zu keiner Stadt gehören.